# Дерекьой (Драмско)
Вижте пояснителната страница за други значения на Дерекьой.
Дерекьой или Деремахала (на гръцки: Βαθύρρευμα, Ватиревма, до 1927 година, Δερέκιοϊ, Дерекьой) е обезлюдено село в Република Гърция, разположено на територията на дем Драма, област Източна Македония и Тракия.

## География
Дерекьой се намира на югозападните склонове на Родопите и попада в историко-географската област Рупчос. Съседните му села са Добряджил, Рашово, Пулово, Карадере и Каинчал. Край селото тече река Карадере (Ватирема).

## История

### В Османската империя
В османски документ се споменава, че жителите на селото избягали след чумните епидемии и военните походи, преминали през региона, като през 1715 година се установили в две села край Пловдив. В подробен регистър за събирането на данъка авариз от казата Неврокоп за 1723 година е отбелязно, че село Дерекьой е освободено от авариза, тъй като жителите му са дервентджии. В селото пребивават 23 мюсюлмански домакинства

### В Гърция
През Балканската война в 1912 година в селото влизат български части. След Междусъюзническата война в 1913 година Дерекьой попада в Гърция. Според гръцката статистика, през 1913 година в Дере махале и Каинчал (Ντερέ Μαχαλέ και Καϊντζάλ) живеят общо 119 души.
Селото се споменава при формирането на община Рашово, в която влиза със 119 жители заедно с по-северното село Каинчал. В 1920 година има 87 жители.
През 1923 година жителите на Дерекьой са изселени в Турция или в селата от българската страна на Чеча, а в селото са настанени малко гърци бежанци. През 1927 година името на селото е сменено от Дерекьой (Δερέκιοϊ) на Ватиревма (Βαθύρρευμα). Порази отдалечеността на селото, бежанците скоро го напускат и то е заличено.
| Година    | 1913 | 1920 | 1928 | 1940 | 1951 | 1961 | 1971 | 1981 | 1991 | 2001 | 2011 | 2021 |
| --------- | ---- | ---- | ---- | ---- | ---- | ---- | ---- | ---- | ---- | ---- | ---- | ---- |
| Население |      | 87   |      |      |      |      |      |      |      |      |      |      |